# Cor Veldhoen
Cor Pleun Veldhoen (Rotterdam, 6 aprile 1939 – Barendrecht, 11 ottobre 2005) è stato un calciatore olandese, di ruolo centrocampista.

## Carriera
Vinse il campionato olandese per 4 volte (1961, 1962, 1965, 1969), per 1 volta la Coppa dei Campioni (1970) e 1 volta la Coppa d'Olanda (1965).

## Palmarès

### Club

#### Competizioni nazionali
- Campionato olandese: 4

Feyenoord: 1960-1961, 1961-1962, 1964-1965, 1968-1969
- Coppa dei Paesi Bassi: 2

Feyenoord: 1964-1965, 1968-1969

#### Competizioni internazionali
- Coppa dei Campioni: 1

Feyenoord: 1969-1970
- Coppa Piano Karl Rappan: 2

Feyenoord: 1967, 1968